# Hans Peter Luhn
Hans Peter Luhn (1 de julio de 1896 – 19 de agosto de 1964) fue un informático alemán. Trabajó para IBM y creó, entre las más de 80 patentes que le concedieron, el algoritmo de Luhn. También fue informatólogo, siendo el primero en emplear la estadística en los análisis textuales en recuperación de información y fue el creador del indexado KWIC (Key Words In Context).

## Biografía
Hans Peter Luhn nació en Barmen, Alemania (ahora parte de Wuppertal) el 1 de julio de 1896. Después de acabar la escuela secundaria, Luhn se trasladó a Suiza para aprender la impresión comercial, así pudo unirse al negocio familiar. Su carrera en la impresión fue interrumpida para prestar servicio en el ejército alemán durante la Primera Guerra Mundial, donde sirvió como oficial de comunicación.
Después de la guerra Luhn entró en el sector textil, el cual eventualmente lo llevaba a los Estados Unidos, donde inventó un numerador de hilos (el Lunómetro) que aún está en el mercado. Entre sus logros destaca el Algoritmo de Luhn, cuya objetivo es detectar errores en la transcripción de dígitos. Un algoritmo muy empleado en tarjetas de crédito o en números de la seguridad social.  
En 1941 ingresó en IBM como gerente de Recuperación de información en la división de investigador. 
Murió en 1964.

## Investigaciones en Información y Documentación
La inmersión de Hans Peter Luhn en el ámbito de la Información y la Documentación se produce en 1947, cuando fue consultado por James Perry y Malcolm Dyson sobre cómo poder buscar eficazmente registros sobre componentes químicos grabados de manera codificada. Luhn halló la solución utilizando tarjetas perforadas, pero los resultados le parecieron tan modestos que comenzó a trabajar en el desarrollo informático de la Documentación.
Luhn se centró en solucionar los problemas derivados del almacenamiento y recuperación de información en bibliotecas y centros de documentación. Decidió aplicar el cálculo estadístico de las palabras procedentes de los textos para obtener mediciones y, con los resultados de las mismas, poder establecer conclusiones sobre que palabras tenían una aparición más frecuente que otras. Con este planteamiento, Luhn llegó a la conclusión de que ciertos niveles de frecuencia eran señal de la naturaleza informativa del documento y, por tanto, válidos para la recuperación del mismo. Este planteamiento influyó decisivamente en el desarrollo posterior de la Recuperación de información como desciplina, y en concreto, en la indización automática. Se elaboraron distintos métodos estadísticos cuyas frecuencias se empleaban para seleccionar palabras, o raíces de palabras, procedentes del lenguaje natural.
Su investigación en el campo de la informatización abarca tanto la indización como el resumen. Sin embargo, hay dos aportaciones que tendrían gran repercusión:
- 1. El servicio de diseminación selectiva de la información (SDI). Es un método automático para abastecer a los científicos e ingenieros con la información pertinente que necesitan en su trabajo, discriminando la irrelevante.

- 2. La creación del índice KWIC. Es un instrumento para indizar que después sería pieza imprescindible en la creación de tesauros. De hecho, Hans Peter Luhn es considerado uno de sus padres principales junto a Helen Brownson.

## Reconocimientos
Entre los numerosos premios que recibió, destaca el primer Premio ASIST al Mérito Académico que la American Society of Information Science & Technology (ASIST) creó en 1964.